# Base aérienne d'Étain-Rouvres
La base d'Étain-Rouvres « lieutenant Étienne Mantoux » est une base militaire de l'Armée de terre française située près de la ville d’Étain dans le département de la Meuse.
C'est une ancienne base aérienne de l'United States Air Forces in Europe (USAFE) appelée « Étain-Rouvres Air Base ». Elle a pris son nom actuel après le départ des troupes américaines en 1967 et accueille désormais le 3e régiment d'hélicoptères de combat.

## Origines
L’aérodrome de Rouvres a été construit par l’Armée de l'air en 1937. Sa construction fut confiée à deux ingénieurs, l'un américain et l'autre français : M.Chenard. Des appareils de reconnaissance tactiques Bloch MB.131 y furent basés. Pendant la bataille de France de 1940, le Squadron 73 de la Royal Air Force attaché à l'Advanced Air Striking Force y installa ses Hawker Hurricane Mk I entre octobre 1939 et mai 1940. Après la défaite de la France de juin 1940, le terrain fut utilisé par des unités de la Luftwaffe. Après la libération de la zone par la 3e Armée américaine, le terrain fut utilisé par le 362nd Fighter Group (FG) et ses trois squadrons de P-47 entre le 5 novembre 1944 et le début d’avril 1945. Le terrain alors désigné A-82, Verdun/Etain Advanced Landing Group devait être attaqué le 1er janvier 1945 par le III./JG 53 lors de l'Opération Bodenplatte mais ses Messerschmitts furent interceptés à temps par le 358nd Fighter Group.
Le 362nd FG reçut une citation (Distinguished Unit Citation) pour son action au-dessus du triangle Moselle-Rhin. En dépit d’une intense défense anti-aérienne, l'unité frappa durement les forces ennemies dans cette zone le 16 mars 1945, en détruisant des véhicules de transport, des véhicules blindés, des trains et des voies ferrées ainsi que des positions d’artillerie. Les 425th et 416th Night Fighter Squadrons (escadrons de chasse de nuit) et leurs Northrop P-61 Black Widow opérèrent à partir de A-82 avant leur transfert vers l’Allemagne occupée en 1945.

## Acquisition par l’OTAN
Le terrain d’Étain–Rouvres demeura inutilisé jusqu’au début des années 1950, quand des négociations débutèrent entre l’OTAN et les États-Unis pour l’établissement de bases aériennes et de wings en France en support de la défense de l’Europe. La modernisation du terrain d’Étain fut proposée lors de la sélection des sites en mai 1952. Un accord fut signé portant sur la création d’une base OTAN à Étain avec l’affectation d’une escadre de chasseurs-bombardiers tactiques de l’USAF pour la fin de 1954. La construction de la base fut retardée pendant près d’un an pour des raisons budgétaires. Bien que des installations furent disponibles pour l’USAF dès la fin de 1954, la base ne fut pas pleinement opérationnelle avant l’été 1956.

## Utilisation par l’USAF

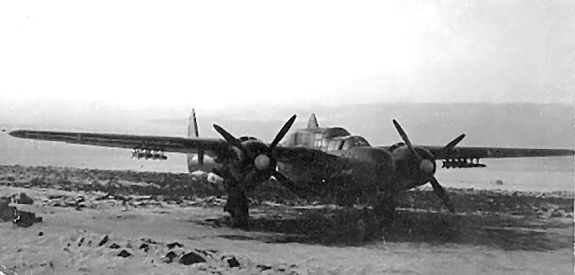
P-61 Black Widow du 425th NFS à Etain en 1944

Le “Flight C’ du 73rd Support Group (Depot) de la base aérienne de Châteauroux-Déols fut la première unité de l’USAF à Étain à partir du 1er février 1953. Sa mission était d’assurer la garde des nouvelles installations de l’USAF ainsi que la supervision des travaux de construction de la nouvelle base. Le 7005th Air Base Squadron fut activé pour la mise en activité de la base. La base fut organisée selon le schéma classique des bases aériennes OTAN de l’époque, avec la construction de trois marguerites circulaires aux extrémités de la piste principale. Chaque marguerite consistait en 15 à 18 emplacements bétonnés autour d’un grand hangar central. Chacun de ces emplacements pouvait accueillir un ou deux appareils. Cette organisation permettait de stationner les appareils à environ cinquante mètres les uns des autres.

### 388th Fighter-Bomber Wing

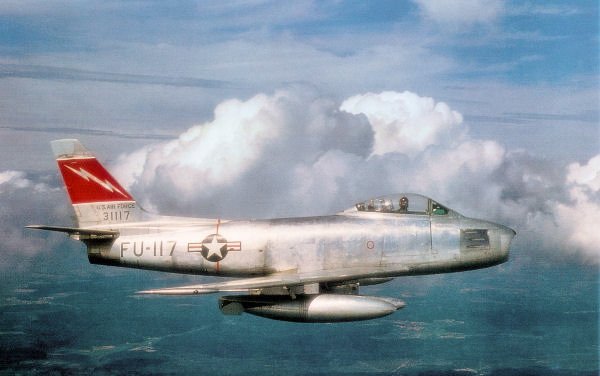
F-86F du 388th FBW

Le 388th Fighter Bomber Wing fut la première unité opérationnelle de l'USAF à utiliser Etain Air Base, quand il quitta sa base de Clovis Air Force Base au Nouveau-Mexique pour la France en décembre 1954. Chacun des trois escadrons de chasse du 388th (561st, 562nd et 563rd Fighter-Bomber Squadrons) comportaient 26 F-86F “Sabre”. Le Wing comprenait également 4 C-47, 1 L-20A et 5 T-33 de support.
Le 388th FBW avait pour mission principale le bombardement nucléaire tactique et l'attaque air-sol tactique non nucléaire comme mission secondaire. Les retards dans la construction de la base perturbèrent fortement les opérations du 388th FBW, obligeant les escadrons a opérer à partir d’autres bases durant l’hiver 1954-1955 : le 561st FBS depuis Hahn Air Base, le 562nd depuis Spangdahlem Air Base et le 563rd à Bitburg Air Base.
Les escadrons furent déployés à Wheelus Air Base en Libye entre avril et mai 1955 pour leurs premières campagnes de tir et de bombardement depuis leur arrivée en France. Les trois escadrons purent être pleinement opérationnels à Étain à partir de l’automne 1955.
Le Det 1, 388th FBG fut activé le 22 novembre 1955 sur la base de Hahn Air Base avec des éléments du 561st FBS. Ce détachement assurera l’alerte nucléaire à Hahn puis à Spangdahlem AB de février 1956 à la dissolution du 388th FBW en 1957. Les alertes nucléaires étaient assurées depuis des bases en Allemagne car la France n’autorisait pas le stockage d’armes nucléaires américaines sur son territoire.
Le 388th commença sa conversion sur F-100D “Super Sabre” à l’automne 1956. La conversion sur les nouveaux appareils fut effectuée à Nouasseur Air Base au Maroc. Les escadrons se déployaient au Maroc avec leurs F-86F puis revenaient à Étain (ou directement sur leur terrain d’alerte de Spangdahlem) avec leur nouvelle monture.
Le 388th rencontra d’importants problèmes de personnels durant cette période quand de nombreux officiers et personnels navigants mariés mais non accompagnés finirent leur tour d’opération de deux ans en France. Le problème devint critique en 1957 quand ce fut le tour des personnels célibataires de retourner aux États-Unis. Quand le quartier général de l’USAFE (HQ USAFE) décida la dissolution du 388th FBW pour des raisons budgétaires et de personnels, le niveau en personnel était inférieur à 65 % de la dotation normale. Le 388th FBW fut dissous le 8 décembre 1957, ses personnels et matériels étant transférés au 49th Fighter-Bomber Wing.

### 49th Fighter-Bomber Wing

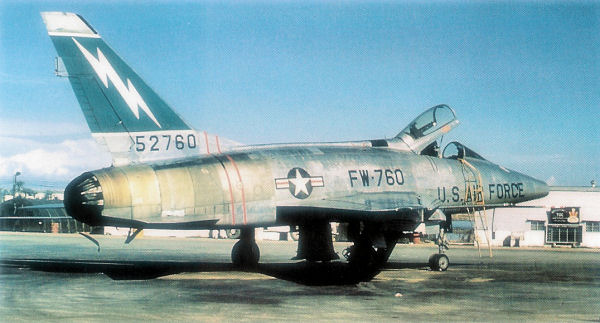
F-100D 55-2760 du 49th TFW à Etain

Les restrictions budgétaires frappant également les Pacific Air Forces (PACAF), il fut décidé de relocaliser le 49th Fighter Bomber Wing de Misawa Air Base au Japon vers Étain.
Ce transfert était en fait un simple changement de désignation puisque aucun personnel, appareil ou équipement ne fut transféré de l’Asie vers l’Europe. Le 49th FBW reprit la mission du 388th Fighter Bomber Wing. Les escadrons furent renommés 7th, 8th et 9th Fighter-Bomber Squadrons, avant de voir leur nom transformés le 8 juillet 1958 en Tactical Fighter Squadrons, le 49th devenant le 49th Tactical Fighter Wing.
Des détachements du 49th TFW furent établis à Vouziers-Sechault (près du camp de Suippes) le 1er janvier 1958 et à Chambley-Bussières Air Base le 15 février 1958.
À la suite du décret du gouvernement français de 1957 interdisant le stationnement d’armes et de vecteurs nucléaires sur le territoire français, les Super Sabre du 49th TFW durent quitter Étain. Le 49th TFW fut relocalisé à Spangdahlem Air Base en Allemagne, certains personnels étant transférés également à RAF Lakenheath (abritant le 48th Tactical Fighter Wing également sur F-100) et d’autres bases en France même.

### U.S. Army
Le détachement 1 du 7514th Support Group (basé à la base aériennes de Toul-Rosières) assura la maintenance de la base d’Étain après le départ du 49th TFW. Au printemps de 1960, la Company C et la Headquarters & Service Company du 97th Engineer Battalion (Construction) quittèrent la caserne Maginot à Verdun pour s’installer à Etain Air Base. Le 249th Engineer Battalion (Construction) s’y installa également. Durant la crise du Mur de Berlin, la base aérienne fut réactivée, obligeant le 249th à retourner en Allemagne pendant que le 97th s’installait dans la caserne Sidi Brahim dans la ville d’Étain.

### La crise de Berlin en 1961 - 7121st Tactical Wing
Dans le cadre de l’opération Tack Hammer, réponse des États-Unis à la crise de Berlin, la base d'Etain fut réactivée le 5 septembre 1961.
Le 1er octobre 1961, le 121st Tactical Fighter Wing de la Garde nationale de l’Ohio était appelé au service actif pour une durée de 12 mois. Le Wing était constitué du 162nd TFS basé sur l’aéroport municipal de Springfield (Ohio), du 164th TFS base sur l’aéroport municipal de Mansfield (Ohio) et du 166th base a Lockbourne AFB (Ohio). Pour des raisons budgétaires, seuls 26 F-84F du 166th TFS furent déployés en France ainsi que des unités de support des 162nd et 164th TFS.
Le premier appareil de la Garde nationale de l’Ohio (un T-33) arriva à Étain le 4 novembre 1961, suivis des F-84F le 16 novembre. Le 7121st Tactical Wing fut créé le 11 décembre pour regrouper les unités déployées à Étain. Les équipements au sol arrivèrent de l’Ohio en janvier 1962, complétés par le dépôt de Châteauroux-Déols.
Le 7121st TW avait pour mission le support aérien tactique aux unités de l’US Army en cas de conflit avec le Pacte de Varsovie. Quatre F-84F armés furent mis en état d’alerte permanent 24/7 (bien que le F-84F fût un chasseur de jour uniquement).
Des rotations sur le terrain de tir de Wheelus AB furent organisées ainsi que sur les terrains de tir de l’US Army en Allemagne quand la météo le permettait. Plusieurs pilotes de la Garde Nationale étant détachés en tant que Forward Air Controllers (Contrôleurs Air Avancés) et d’Air Liaison Officers (officiers de liaison air) parmi les unités de la Seventh Army US, des pilotes supplémentaires durent être déployés depuis l’Ohio.
Le premier déploiement de la Luftwaffe en France depuis la fin de la Seconde Guerre Mondiale eut lieu quand 4 F-84F d’Hopsten Air Base en Allemagne furent déployés à Étain pour voler avec le 166th TFS (4 appareils du 166th furent également déployés à Hopsten).
Le 7121st commença à redéployer ses personnels vers l’Ohio en juillet 1962. Tous les matériels, incluant les Thunderstreak furent utilisés pour la création du nouveau 391st Tactical Fighter Squadron à Étain.
Le 7368th Combat Support Group fut activé après le départ des derniers personnels de la Garde nationale le 9 août 1962.

### 391st Tactical Fighter Squadron
Le 391st Tactical Fighter Squadron (en), basé à Étain, était rattaché au 366th Tactical Fighter Wing qui fut activé à Chaumont-Semoutiers Air Base le 8 mai 1962. Ses quatre escadrons de chasse étaient équipés avec les appareils laissés en France par les unités de la Garde National déployés dans le cadre de l’opération Tack Hammer. Les autres escadrons étaient basés à Chambley-Bussières Air Base, Phalsbourg-Bourscheid Air Base et Chaumont-Semoutiers Air Base. Sur les 25 F-84F du 166th TFS, 5 furent transférés à Phalsbourg AB.
Le 391st repris la mission du 166th TFS. Pendant la crise de Cuba en 1962 l’escadron assura pendant deux semaines une alerte 24/7 avec 18 de ses F-84.
Le 391st TFS demeura à Étain jusqu’au 19 juillet 1963, quand le 366th TFW fut transféré à Holloman Air Force Base dans le Nouveau-Mexique.

### Départ de l’USAF
Le 7368th CSG resta pour maintenir la base pour les années qui suivirent. La seule période d’activité majeure fut l’utilisation du terrain d’Étain par le Wing 1 canadien de la base de Marville pour un exercice de l’OTAN en mai 1965.
Charles de Gaulle annonça le 7 mars 1966 le retrait de la France du Commandement intégré de l’OTAN. En conséquence, les États-Unis devaient retirer toutes leurs forces militaires stationnées en France avant le 1er avril 1967.

## Utilisation actuelle

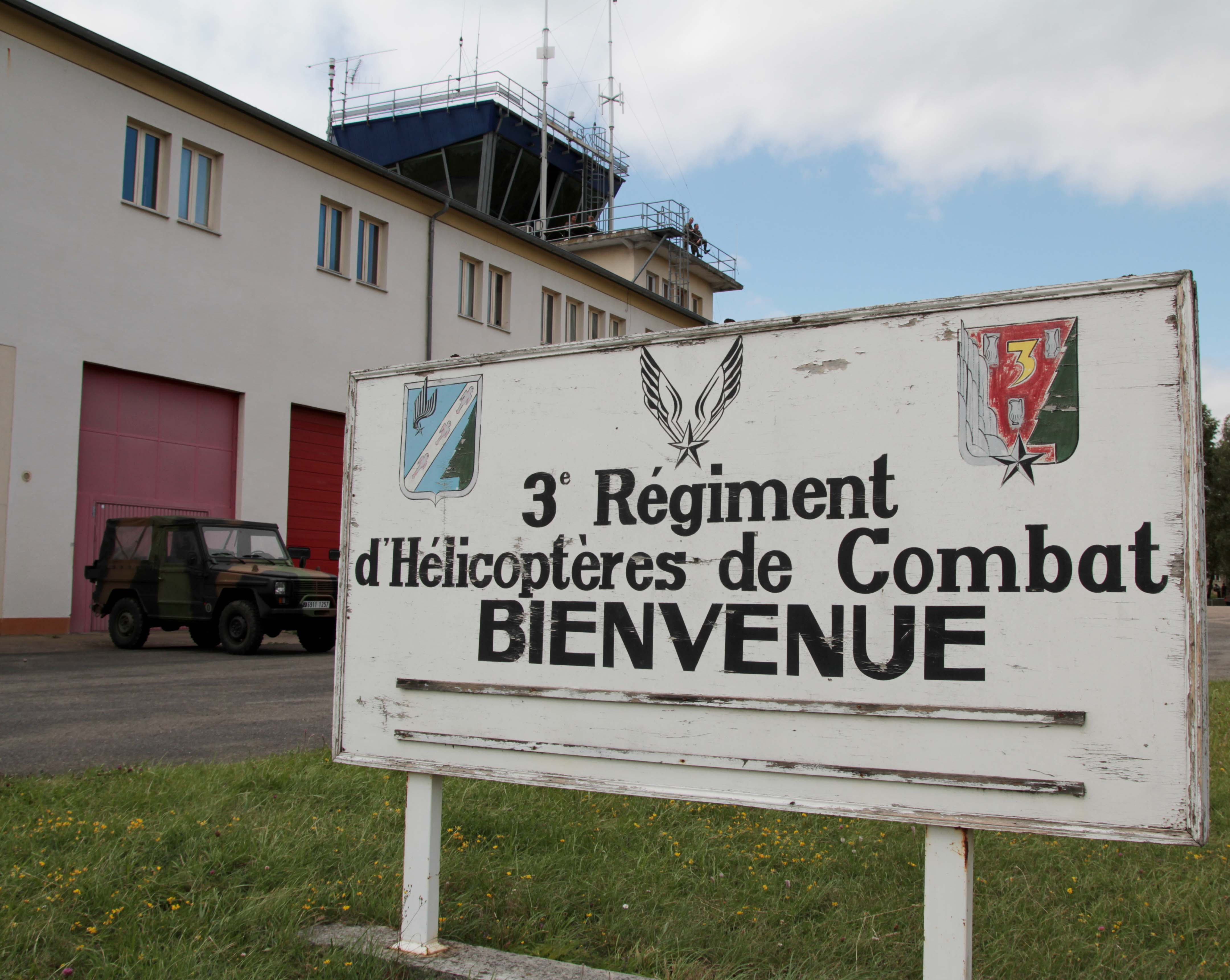
Tour de contrôle de la base.

Depuis le départ de l’USAF, l'aérodrome a été occupé par le 94ème Régiment d'Infanterie français de 1967 à 69, puis utilisé comme base d’hélicoptères par l’armée française. Le 3e régiment d'hélicoptères de combat utilise de nos jours la base avec ses SA.341/342 "Gazelle" et SA330 Puma.